# Opizo Peak
Der Opizo Peak (englisch; bulgarisch връх Опизо wrach Opiso) ist ein 1100 m hoher und größtenteils vereister Berg auf der Brabant-Insel im Palmer-Archipel westlich der Antarktischen Halbinsel. Am westlichen Ausläufer der Avroleva Heights ragt er 5,84 km südwestlich des Petroff Point, 3,2 km westlich bis nördlich des Mount Ghiuselev und 11,5 km nordöstlich des Mount Parry auf. Seine steilen Nordnordosthänge sind teilweise unvereist. Der Mitew-Gletscher liegt nordöstlich, der Swetowratschene-Gletscher südlich und der Doriones Saddle westsüdwestlich von ihm.
Britische Wissenschaftler kartierten ihn 1980 und 2008. Die bulgarische Kommission für Antarktische Geographische Namen benannte ihn 2015 nach dem Römerlager Opiso im Süden Bulgariens.